# نیوهارمونی (میسیسیپی)
نیوهارمونی (به انگلیسی: New Harmony) یک منطقهٔ مسکونی در ایالات متحده آمریکا است که در میسیسیپی قرار دارد. نیوهارمونی ۱۴۷ متر بالاتر از سطح دریا واقع شده‌است.